# Schizomitrium erosotruncatum
Schizomitrium erosotruncatum là một loài Rêu trong họ Hookeriaceae. Loài này được (Cardot) Ochyra mô tả khoa học đầu tiên năm 1982.